# Mary Cheke
Mary Cheke, född 1532, död 30 november 1616, var en engelsk hovfunktionär och poet. Hon var hovdam till drottning Elisabet I av England. 
Hon uppmärksammades för sin kvickhet, och är ihågkommen för att under 1590-talet ha bemött John Haringtons epigram om bibelns kvinnor med sitt eget epigram till svar. 